# Skyldig uden skyld
Skyldig uden skyld (russisk: Без вины виноватые) er en sovjetisk film fra 1945 af Vladimir Petrov.

## Medvirkende
- Alla Tarasova som Jelena Krutjinina
- Viktor Stanitsyn som Nil Dudukin
- Boris Livanov som Grigorij Murov
- Olga Vikland som Nina Korinkina
- Vladimir Druzjnikov som Grigorij Neznamov